# Medalla Davy
A partir de 1877, la Medalla Davy és una distinció científica concedida anualment per la Royal Society (acadèmia de ciències britànica). És una medalla de bronze que duu gravada l'efígie del químic anglès Sir Humphry Davy i que pretén recompensar als científics que han realitzat treballs excepcionals en el camp de la química.

## Llista de guardonats
| - 1877: Robert Wilhelm Bunsen i Gustav Kirchhoff - 1878: Louis Paul Cailletet i Raoul Pictet - 1879: Paul Émile Lecoq de Boisbaudran - 1880: Charles Friedel - 1881: Johann Friedrich Wilhelm Adolf von Baeyer - 1882: Dmitri Mendeléiev i Julius Lothar Meyer - 1883: Marcellin Berthelot i Julius Thomsen - 1884: Adolph Wilhelm Hermann Kolbe - 1885: Jean Servais Stas - 1886: Jean-Charles Galissard de Marignac - 1887: John Alexander Reina Newlands - 1888: William Crookes - 1889: William Henry Perkin - 1890: Hermann Emil Fischer - 1891: Viktor Meyer - 1892: François Marie Raoult - 1893: Jacobus Henricus van't Hoff i Joseph Achille Le Bel - 1894: Per Theodor Cleve - 1895: William Ramsay - 1896: Henri Moissan - 1897: John Hall Gladstone - 1898: Johannes Wislicenus - 1899: Edward Schunck - 1900: Guglielmo Koerner - 1901: George Downing Living - 1902: Svante August Arrhenius - 1903: Pierre Curie i Marie Curie - 1904: William Henry Perkin - 1905: Albert Ladenburg - 1906: Rudolf Fittig - 1907: Edward Williams Morley - 1908: William A Tilden - 1909: James Dewar - 1910: Theodore William Richards - 1911: Henry Edward Armstrong - 1912: Otto Wallach - 1913: Raphael Meldola - 1914: William Jackson Pope - 1915: Paul Sabatier - 1916: Henry Louis Le Châtelier - 1917: Albin Haller - 1918: F Stanley Kipping - 1919: Percy F. Frankland | - 1920: Charles T Heycock - 1921: Philippe A Guye - 1922: Jocelyn Field Thorpe - 1923: Herbert Brereton Baker - 1924: Arthur George Perkin - 1925: James Irvine - 1926: James Walker - 1927: Arthur Amos Noyes - 1928: Frederick George Donnan - 1929: Gilbert Newton Lewis - 1930: Robert Robinson - 1931: Arthur Lapworth - 1932: Richard Willstätter - 1933: William Hobson Mills - 1934: Walter Norman Haworth - 1935: Arthur Harden - 1936: William Arthur Bone - 1937: Hans Fischer - 1938: George Barger - 1939: James William McBain - 1940: Harold Clayton Urey - 1941: Henry Drysdale Dakin - 1942: Cyril Norman Hinshelwood - 1943: Ian Morris Heilbron - 1944: Robert Robertson - 1945: Robert Adams - 1946: Christopher Kelk Ingold - 1947: Linus Pauling - 1948: Edmund Langley Hirst - 1949: Alexander Robert Todd - 1950: John Simonsen - 1951: Eric Rideal - 1952: Alexander Robertson - 1953: John Lennard-Jones - 1954: James Wilfred Cook - 1955: Harry Work Melville - 1956: Robert Downs Haworth - 1957: Kathleen Lonsdale - 1958: Ronald George Wreyford Norrish - 1959: Robert Burns Woodward - 1960: John Monteath Robertson - 1961: Derek Harold Richard Barton - 1962: Harry Julius Emeleus - 1963: Edmund John Bowen - 1964: Melvin Calvin - 1965: Harold Warris Thompson - 1966: Ewart Jones - 1967: Vladimir Prelog - 1968: John Warcup Cornforth i George Joseph Popjak - 1969: Frederick Sydney Dainton - 1970: Charles Coulson - 1971: George Porter - 1972: Arthur John Birch - 1973: John Stuart Anderson - 1974: James Baddiley - 1975: Theodore Morris Sugden - 1976: Rex Edward Richards - 1977: Alan Rushton Battersby - 1978: Albert Eschenmoser - 1979: Joseph Chatt | - 1980: Alan Woodworth Johnson - 1981: Ralph Alexander Raphael - 1982: Michael James Steuart Dewar - 1983: Duilio Arigoni - 1984: Sam Edwards - 1985: Jack Lewis - 1986: AG Ogston - 1987: Alec John Jeffreys - 1988: John A. Pople - 1989: Francis Gordon Albert Stone - 1990: Keith Usherwood Ingold - 1991: JR Knowles - 1992: A Carrington - 1993: Jack E Baldwin - 1994: John Meurig Thomas - 1995: MLH Green - 1996: Geoffrey Wilkinson - 1997: Jean-Marie Lehn - 1998: Alan Roy Fersht - 1999: Malcolm Harold Chisholm - 2000: Steven Victor Ley - 2001: Alastair Ian Scott - 2002: Neil Bartlett - 2003: Roger Parsons - 2004: Takeshi Oka - 2005: Chris Dobson - 2006: Martin Pope - 2007: John Simons - 2008: Fraser Stoddart - 2009: Jeremy Sanders - 2010: Carol V. Robinson - 2011: Ahmed Zewail - 2012: Fraser Armstrong - 2013: Graham Hutchings - 2014: Clare Grey - 2015: Gideon Davies - 2016: Stephen Mann - 2017: Matthew Rosseinsky - 2018 John Pyle - 2019 Varinder Aggarwal |